# Banca del Messico
La Banca del Messico (Spagnolo: Banco de México), abbreviato “BdeM” o “Banxico”, costituita il 1º settembre del 1925, è l'autorità monetaria nazionale nonché il prestatore di ultima istanza in Messico.
Nell'esercizio delle sue funzioni opera autonomamente e il suo obiettivo principale è quello di raggiungere e garantire la stabilità del potere d'acquisto della moneta nazionale, il Peso messicano.
La costituzione della banca è arrivata a conclusione di un lungo periodo di instabilità monetaria e di anarchia, risalente agli inizi del XIX secolo, e durante il quale operava una rete di diversi istituti di emissione di moneta. Tale sistema è sensibilmente deteriorato con la rivoluzione messicana del 1910, che ha condotto alla sfiducia sulle banconote e alla caduta del sistema monetario fino a quel momento vigente.
La Banca è stata inaugurata nel corso di una solenne cerimonia in data 1º settembre 1925, presieduta dal presidente Plutarco Elías Calles, con la partecipazione di persone di rinomata fama provenienti dalla politica, dalla finanza e dal mondo degli affari. Alla banca centrale è stata data competenza esclusiva in materia di produzione della valuta, sia per quanto riguarda il conio delle monete e che la stampa delle banconote. Pertanto alla Banca è stata attribuita la funzione di regolazione della moneta, dei tassi di interesse e la gestione del tasso di cambio.

## Direttori Generali (1925-1994)
Dall'anno della fondazione (1964) ad oggi si sono alternati al vertice della Banca Centrale del Messico undici Direttori Generali.
| Progr. | Direttore Generale         | Periodo                   |
| ------ | -------------------------- | ------------------------- |
| I      | Alberto Mascareñas Navarro | 1925 - 1932               |
| II     | Agustín Rodríguez          | 1932 - 1935               |
| III    | Gonzalo Robles Fernández   | aprile - dicembre 1935    |
| IV     | Luis Montes de Oca         | 1935 - 1940               |
| V      | Eduardo Villaseñor Ángeles | 1940 - 1946               |
| VI     | Carlos Novoa Rouvignac     | 1946 - 1952               |
| VII    | Rodrigo Gómez Gómez        | 1952 - 1970               |
| VIII   | Ernesto Fernández Hurtado  | 1970 - 1976               |
| IX     | Gustavo Romero Kolbeck     | 1976 - 1982               |
| X      | Carlos Tello Macías        | settembre - novembre 1982 |
| XI     | Miguel Mancera Aguayo      | 1982 - 1994               |

## Governatori (dal 1994)
L'ultima fase di ammodernamento del Banco de México è iniziata con la sua autonomia nel mese di aprile 1994. Autonomia della Banca Centrale del Messico significa che nessuna autorità può esigere crediti da essa e garantisce in tal modo il controllo continuo sulla quantità di denaro (banconote e monete) in circolazione. Lo scopo dell'autonomia è che la banca centrale possa agire sul potere d'acquisto della moneta locale, ovvero mantenere la stabilità dei prezzi nel lungo periodo.
Il consiglio di amministrazione è un organo collegiale composto dal governatore e da quattro vice governatori, che sono nominati dal Presidente. Il governatore serve per sei anni, a partire dalla metà di un mandato di sei anni. I Vice Governatori sono in carica per otto anni.
| Progr. | Governatore              | Periodo                           |
| ------ | ------------------------ | --------------------------------- |
| I      | Miguel Mancera Aguayo    | aprile 1994 - 1º gennaio 1998     |
| II     | Guillermo Ortiz Martínez | 1º gennaio 1998 - 1º gennaio 2010 |
| III    | Agustín Carstens         | 1º gennaio 2010 - 2017            |
| IV     | Alejandro Díaz de León   | 1º gennaio 2017 -                 |